# Contro la noia
Contro la noia è il primo album dei 78 Bit pubblicato nel 2002.

## Il disco
Il disco viene pubblicato in seguito alla partecipazione del gruppo al Festival di Sanremo 2002 nella sezione Giovani con il brano Fotografia, quarto degli otto brani presenti nell'album, ed uscito, così come anche 6:50 Espresso/Facciamo l'alba (2000) e Piangono i DJ/Capisco non capisco/6:50 espresso (2001).

## Tracce
1. Contro La Noia – 3:20
2. Bella – 3:20
3. Sempre Fuori – 3:36
4. Fotografia – 4:18
5. Piangono i Dee Jay – 2:55
6. 6.50 Espresso – 3:46
7. Chiara Si Spara – 3:08
8. Capisco Non Capisco – 3:21

## Formazione
- Stefano Serafini - voce, chitarra
- Mario Fucili - voce, basso
- Daniel Valanti - voce, tastiere
- Massimiliano Pasini - voce, batteria, tastiere